# Isis Kischka
Isis Kischka (ur. 26 października 1908 w Paryżu, zm. 20 grudnia 1973 w Montmorency) – francuski malarz.
Rodzina Isisa Kischki pochodziła z zachodniej Ukrainy (Kresy Wschodnie), ojciec był polskim Żydem i prowadził sklep w XV dzielnicy Paryża. Kischka ukończył Lycée Dreux, Mayence Lycée a następnie szkołę handlową.
Po zakończeniu nauki zainteresował się malarstwem i medalierstwem. Nawiązał kontakty ze światem artystycznym m.in. Jacques'em Chipem, Michelem Saint-Denisem, Charles'em Dullinem i George'em Pitoëffem i planował powołać do życia przedsiębiorstwo teatralne.
W 1927 zmienił plany i ponownie zwrócił się ku malarstwu, w 1935 rozpoczął naukę w Akademii Grande-Chaumière. Inspiracją jego twórczości byli Vincent van Gogh i Paul Cézanne, na obrazy i kolorowe litografie zwróciło uwagę paryskie środowisko krytyków sztuki, a w szczególności Waldemar George i Jean Cassou. W 1938 po raz pierwszy wystawiał swoje prace w Salonie Niezależnych i Salonie Jesiennym.
W 1941 Isis Kischka został aresztowany i uwięziony w obozie w Romainville, a następnie w Compiègne. Przebywając w obozie malował sceny rodzajowe ilustrujące codzienne życie oraz portrety współwięźniów, był inicjatorem życia artystycznego, dzięki jego postawie inni artyści również tworzyli. W Compiègne zaprzyjaźnił się z Davidem Goychmanem, Jacques'em Ostrowskym i Savelym Schleiferem, który uwiecznił Kischkę na kilku swoich obrazach. We wrześniu 1942 razem z innymi więźniami pochodzenia żydowskiego został przeniesiony do obozu w Drancy, jako jedynemu spośród przyjaciół udało mu się uniknąć transportu do Auschwitz. Wtedy obiecał sobie, że jeśli przeżyje wojnę poświęci się tylko malarstwu. W sierpniu 1944 obóz w Drancy został wyzwolony i Isis Kischka wrócił do Paryża. Udało mu się uratować przez zniszczeniem wiele obrazów swoich i zamordowanych przyjaciół, dzieła Jacques'a Gotko, Davida Brainina, Abrahama Josepha Berline, Savely'ego Schleifera i Jacques'a Ostrowsky'ego, część tych prac przekazał do Beit Lohamei Haghetaot. Większość dorobku sprzed aresztowania uległa zniszczeniu.
Ojciec artysty zmarł i aby móc się utrzymać prowadził odziedziczony sklep. Każdą wolną chwilę poświęcał na malowanie, wkrótce z Jeanem Cassou i Yvonne'em Bizardelem założył stowarzyszenie „Artyści świadkami swojego czasu”. Przy współudziale Raymonda Cognata i George'a Recio stworzyli Salon des Peintres Témoins de Leur Temps. Pierwsza wystawa zorganizowana przez stowarzyszenie miała miejsce w 1951, swoje dzieła pokazali na niej m.in. Henri Matisse, Georges Rouault, Raoul Dufy i Moïse Kisling. Poza działalnością w stowarzyszeniu Kischka tworzył, przedmiotem jego obrazów były pejzaże, portrety i martwe natury. W 1956 w Galerie Nantes miała miejsce wystawa indywidualna jego twórczości, w 1957 podobna odbyła się w Galérie Saint Placide. W późniejszym czasie często uczestniczył w wystawach zbiorowych zarówno we Francji, jak i poza jej granicami. Zmarł po długiej i ciężkiej chorobie 20 grudnia 1973.